# すき (渡辺美里の曲)
「すき」は、渡辺美里の楽曲。1989年7月1日に、5枚目のアルバム『Flower bed』の収録曲としてEPIC/SONY RECORDSから発表された。
本項では、同年の9月1日にリリースされた「すき (Apricot Mix)」も記述する。

## 収録アルバム

### すき
- 『Flower bed』
- 『THE LEGEND』
- 『harvest』

### 一瞬の夏
- 『Flower bed』

## すき (Apricot Mix)
「すき (Apricot Mix)」（すき アプリコット・ミックス）は渡辺美里の楽曲。1989年9月1日に、EPIC/SONY RECORDS (現・エピックレコードジャパン) より発売された14枚目のシングル。

### 制作
表題曲とカップリング曲ともに、5枚目のアルバム『Flower bed』からのシングルカットだが、2曲ともアルバムとはバージョンが異なっている。
今作をもって、アナログ盤がリリースされた最後のシングルとなった。
表題曲の「すき (Apricot Mix)」の作曲は、シングル表題曲としては初めての起用となる大江千里が手がけている。

### 収録曲
| 全作詞: 渡辺美里。 |                                      |          |          |          |
| #                  | タイトル                             | 作詞     | 作曲     | 編曲     |
| 1.                 | 「すき」(Apricot Mix)                | 渡辺美里 | 大江千里 | 有賀啓雄 |
| 2.                 | 「一瞬の夏」(Special Bridge Version) | 渡辺美里 | 伊秩弘将 | 佐橋佳幸 |

### 収録アルバム

#### すき (Apricot Mix)
- 『Sweet 15th Diamond』
- 『M・Renaissance〜エム・ルネサンス〜』
- 『25th Anniversary Misato Watanabe Complete Single Collection〜Song is Beautiful〜』